# Wellenberg (Wolfenschiessen)
Wellenberg bezeichnet eine ganzjährig bewirtschaftete Alp auf dem Gemeindegebiet von Wolfenschiessen im Schweizer Kanton Nidwalden in einer Höhe zwischen 1208 und 1221 m ü. M. Der Name wird seit den 1980er Jahren auch für das ganze Bergmassiv gebraucht, welches sich in den Urner Alpen befindet.
Der Wellenberg gelangte zu nationaler Bekanntheit aufgrund der seit 1987 vorhandenen Absichten, dort ein Endlager für radioaktive Abfälle zu errichten.

## Geographie
Die Alp wird heute als Ort bezeichnet. Der Bergrücken hat zwei Kuppen (1340 und 1247 m ü. M.), von denen die höhere unzugänglich ist, weshalb die lokale Wanderroute 564 Kapellenweg Engelbergertal über eine Einsattelung nahe der niedrigeren führt, wo oberhalb des Ifängiwalds auf 1242 m ü. M. das Gipfelkreuz steht.

## Geologie
Hauptgesteine des Bergrückens sind zwei Mergel-Formationen sowie Kieselkalk. Daneben gibt es noch etwas Malm und Schrattenkalk.

## Endlager-Projekt
Im Jahr 1987 gab die Nagra ihre Absicht bekannt, im Wellenberg gegebenenfalls ein Tiefenlager für schwach- und mittelradioaktive Abfälle errichten zu wollen. Dazu wollte sie das Gebirgsinnere unter anderem mit Sondierbohrungen untersuchen. Als Wirtsgestein für die Einlagerung sah man die zwei Mergel-Formationen.
Von Beginn weg setzte sich die regionale Bevölkerung gegen ein solches Vorhaben zur Wehr. 1995 und 2002 fanden jeweils kantonale Volksabstimmungen in Nidwalden statt, die das Lager ablehnten. Sie waren zwar für die Bundesebene nicht rechtsverbindlich, übten aber einen politischen Druck aus. Das Lagervorhaben wurde wissenschaftlich weiter verfolgt, allerdings ohne den beabsichtigten erweiterten Sondierstollen.
Im Januar 2015 fällte die Nagra einen Vorentscheid, der den Wellenberg aufgrund ungünstigerer Gesteinsformationen gegenüber anderen Standorten im Zürcher Weinland und der Region Bözberg zurückstellt.